# Mariakapel (Simpelveld)

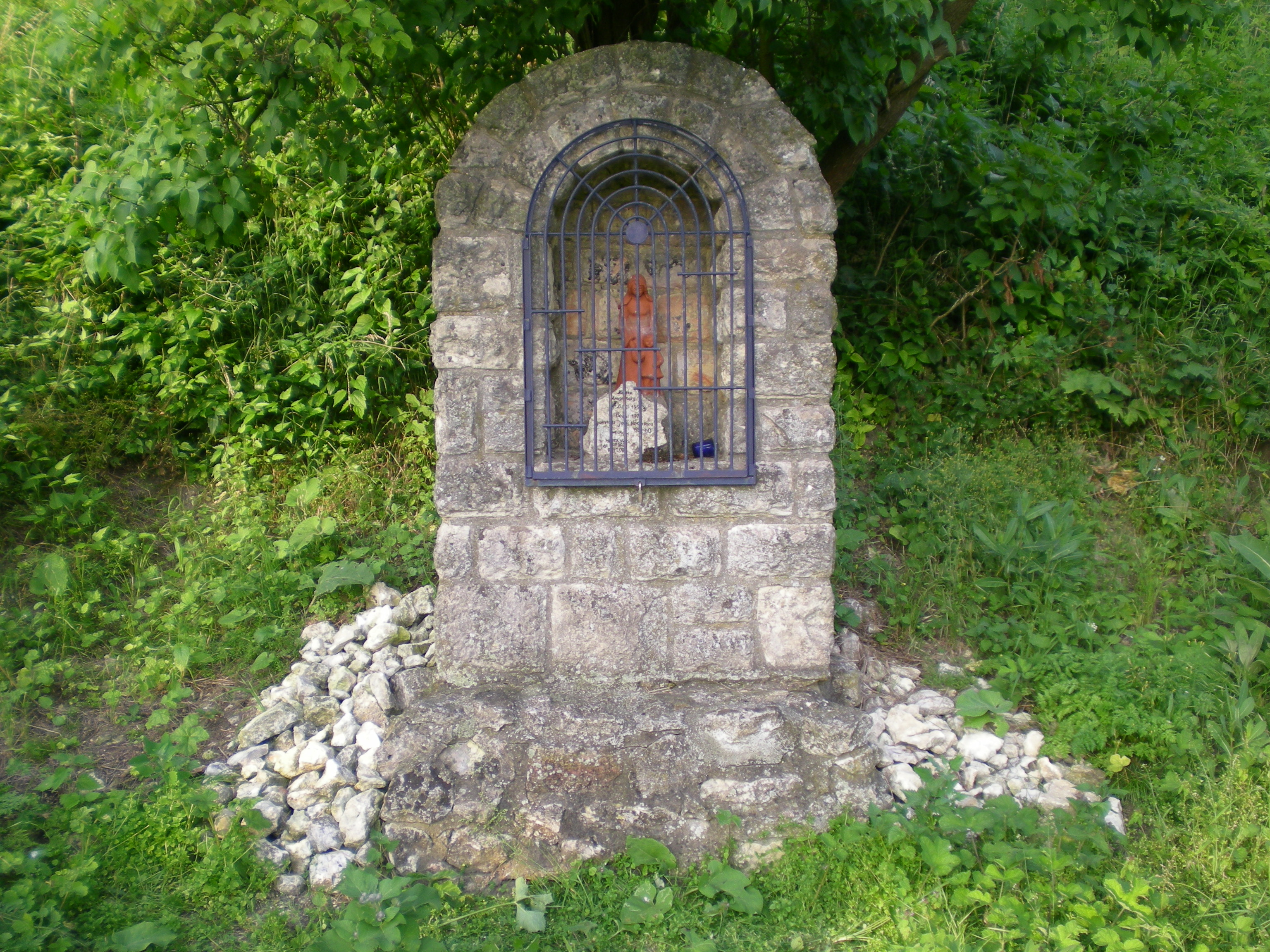
De Mariakapel

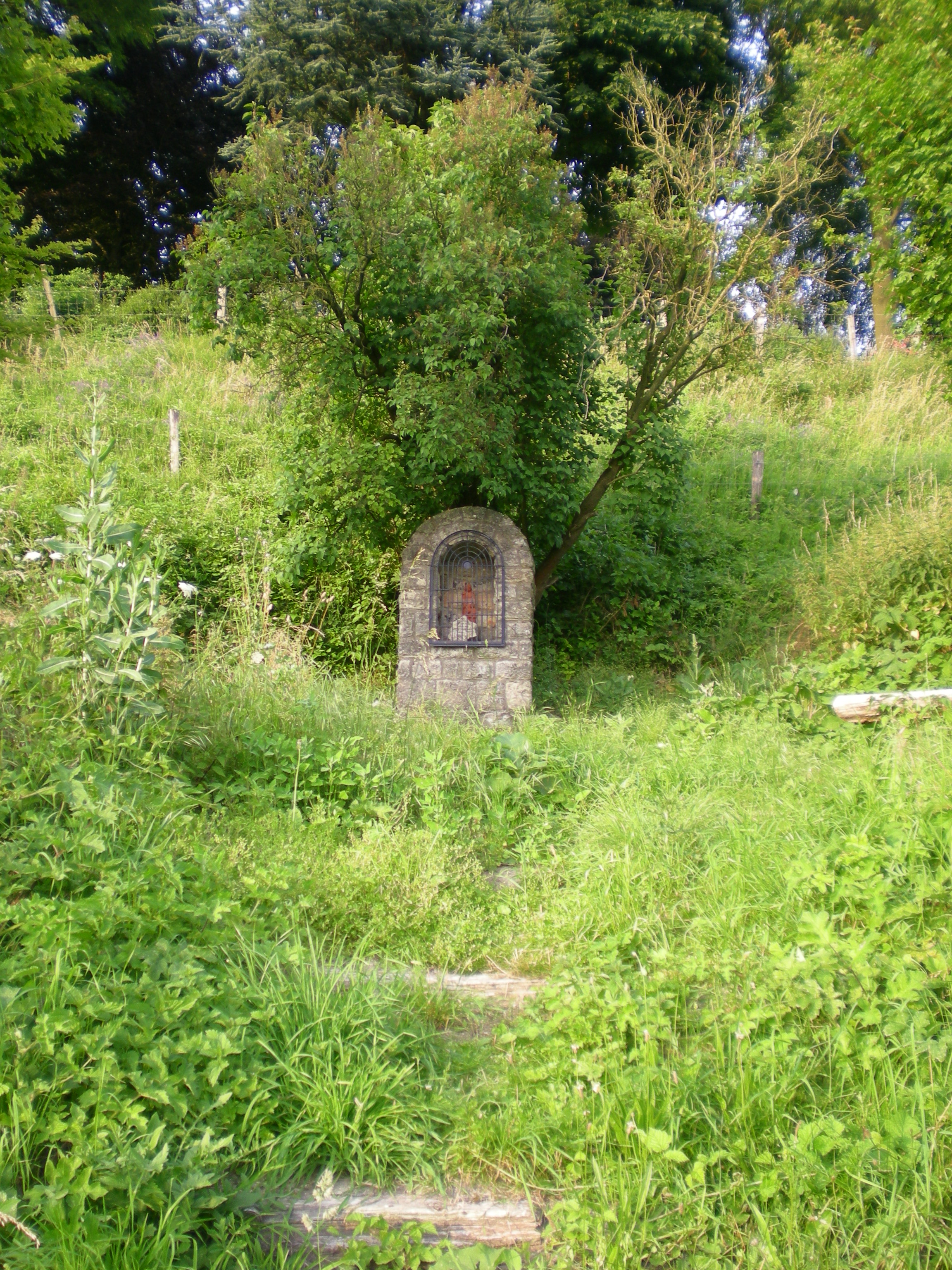
De kapel gelegen in het veld

De Mariakapel is een kapel in Simpelveld in de Nederlands Zuid-Limburgse gemeente Simpelveld. De kapel staat midden in het veld onder een sering in natuurgebied Klingeleberg aan de noordwestkant van het dorp in de nabijheid van de Schanternelsweg.
De kapel is gewijd aan Maria.

## Geschiedenis
In 1950 werd de Mariakapel gebouwd. Op 21 mei 1950 werd de kapel ingezegend.
In de periode 1950-1960 was het gebied een speelplek van Jong Nederland.
In mei 2000 werd de kapel gerestaureerd door heemkundevereniging de Bongard.

## Bouwwerk
De niskapel is in Kunradersteen opgetrokken op een rechthoekig grondplan en staat op een verbreed fundament. In het bouwwerk is een rondboogvormige nis aangebracht en de bovenzijde van de kapel heeft eveneens een rondboogvorm die twee stenen afstand houdt tot de nis. De nis wordt met blauw geschilderd traliedeurtje afgesloten.
Van binnen is de nis onbewerkt. In de nis staat een uit 1978 stammend bruin Mariabeeldje met voor haar een kind staand, het geheel staat op een voetstuk. Voor het beeld staat een steen met de tekst:

Kapelke
Klingeleberg
21 mei 1950
Beeld 1978
Speelplaats "Jong Nederland" 1950-'60
Welkom
Heemk.ver.
"de Bongard"
mei 2000